# Kenneth Ridge
Kenneth Ridge ist ein Nunatak an der Küste des ostantarktischen Mac-Robertson-Lands. Er ist der nördlichste dreier Nunatakker im nördlichen Teil der Manning-Nunatakker. Zu den beiden anderen gehört der Tester-Nunatak ganz im Süden, dem sich nördlich der Mitchell-Nunatak anschließt.
Luftaufnahmen dieses und der benachbarten Nunatakker entstanden bei der US-amerikanischen Operation Highjump (1946–1947) und 1957 im Rahmen der Australian National Antarctic Research Expeditions (ANARE). Teilnehmer einer sowjetischen Antarktisexpedition besuchten sie im Jahr 1965. Gleiches gilt für eine ANARE-Mannschaft im Jahr 1969, deren eigentliches Zielgebiet die Prince Charles Mountains waren. Namensgeber des hier beschriebenen Nunatak ist Kenneth A. Smith, Mitglied dieser Mannschaft und im selben Jahr auch Funker auf der Mawson-Station.